# Мюгліц
Мюгліц (нім. Müglitz) — річка в Німеччині. Ліва притока Ельби, протікає по західній частині так званої Саксонської Швейцарії. Довжина річки — близько 49 км. Басейн річки — 109 км².
Починається в Чехії на висоті 881 м — Cínovecký hřbet (Cínovecká Berg), недалеко від спустошеного після 1945 року чеського села Vorderzinnwald. Через кілька сотень метрів досягає німецько-чеського державного кордону. Тут, у верхній течії, вона називається Білий Мюгліц.